# Сигнальный проезд
Сигна́льный проезд — улица в Бескудниковском районе Северного административного округа и в районе Отрадное Северо-Восточного административного округа города Москвы. Проходит от Дмитровского шоссе до Берёзовой аллеи.

## Название
Современное название дано 25 марта 1966 года по расположению вблизи сигнального поста на пересечении Малого кольца и Савёловского направления Московской железной дороги. До 1961 года улица называлась 1-й Церковный проезд (по близости к церкви бывшего села Новое Владыкино — Храм Рождества Пресвятой Богородицы), в 1961—1966 годах — 1-й Нововладыкинский проезд.

## Описание
Сигнальный проезд проходит на восток вдоль Малого кольца МЖД и Северо-Восточной хорды (Московского скоростного диаметра) от Дмитровского шоссе, начинаясь вблизи Верхнелихоборской улицы. Улица пересекает соединительную ветвь между ним и Савёловским направлением, обрываясь на Гостиничной улице, и возобновляется, проходя под 1-м Алтуфьевским путепроводом, дающим начало Алтуфьевскому шоссе. После этого через круговое движение к улице примыкают съезды на Северо-Восточную и Северо-Западную хорды (к Станционной улице, проходящей параллельно проезду). Затем проезд поворачивает на северо-восток. Слева к нему примыкает проектируемый проезд № 5443, справа — проектируемый проезд № 5444. Дорога заканчивается у Берёзовой аллеи, пересекая пути электродепо «Владыкино» и переходя в Отрадный проезд.

## История

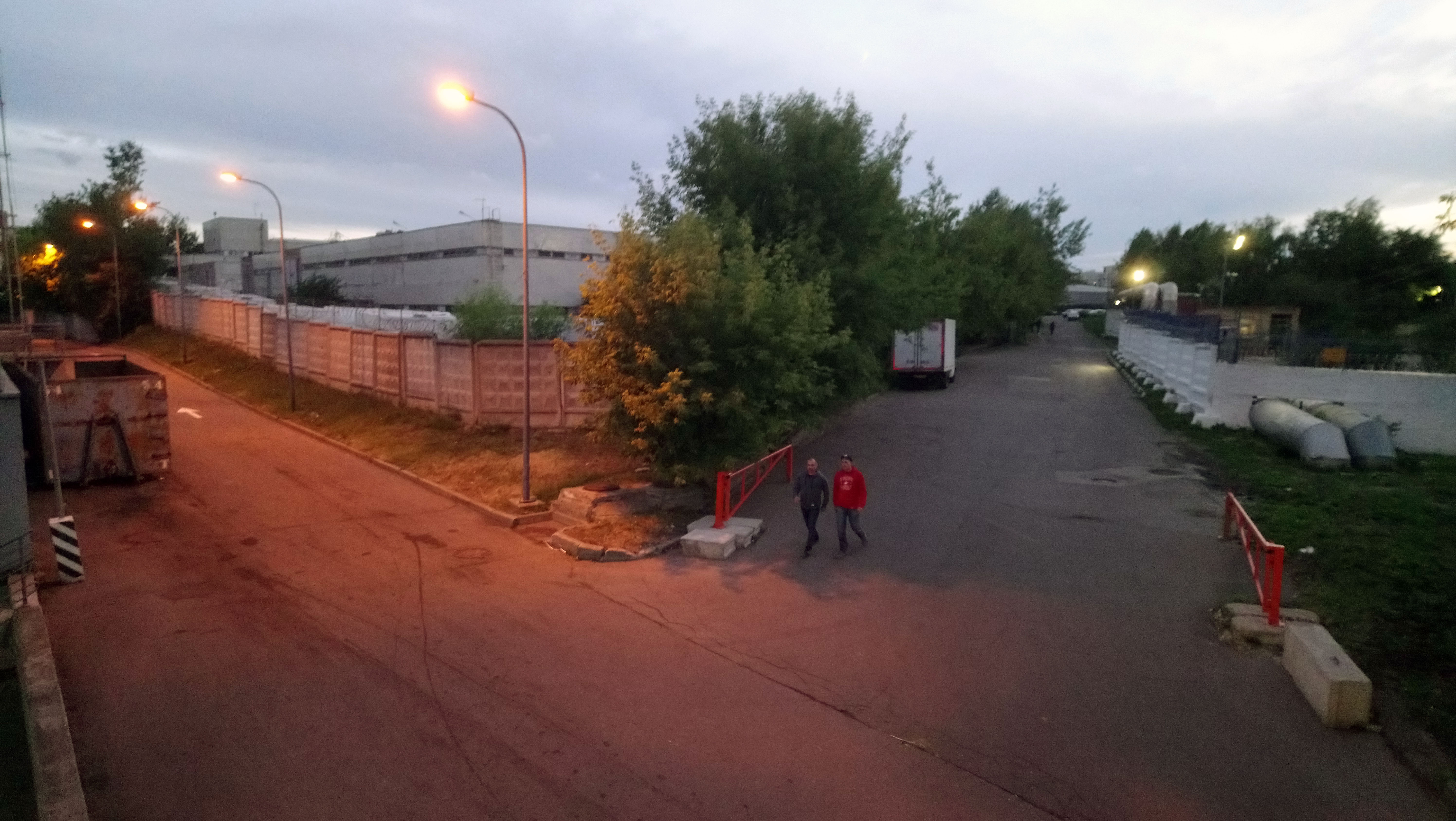
Промзона в Сигнальном проезде, где в январе 2004 года погибла Валентина Архипова после нападения на неё стаи из 30 собак

В начале 2000-х годов в период действия в городе экспериментальной программы возвратной стерилизации Сигнальный проезд стал местом серии резонансных происшествий, связанных с нападением на людей бродячих собак. В частности, 14 января 2004 года на 52-летнюю Валентину Архипову, направлявшуюся на работу, на площадке перед мусороперерабатывающим заводом набросилась свора из 30 зверей. Оказавшиеся неподалёку мужчины попытались с помощью лопат отбить женщину у животных. Стая проявила способности к самоорганизации и окружила свою жертву, не подпуская к ней людей. Врачам спасти её не удалось: погибшая была буквально разорвана на куски. В течение января на том же месте произошло ещё три подобных инцидента: стаи нападали на женщин, которых пришлось госпитализировать.

Сигнальный проезд зимой 2017 года

В 2017 году в проезде началось строительство многоэтажных жилых комплексов.

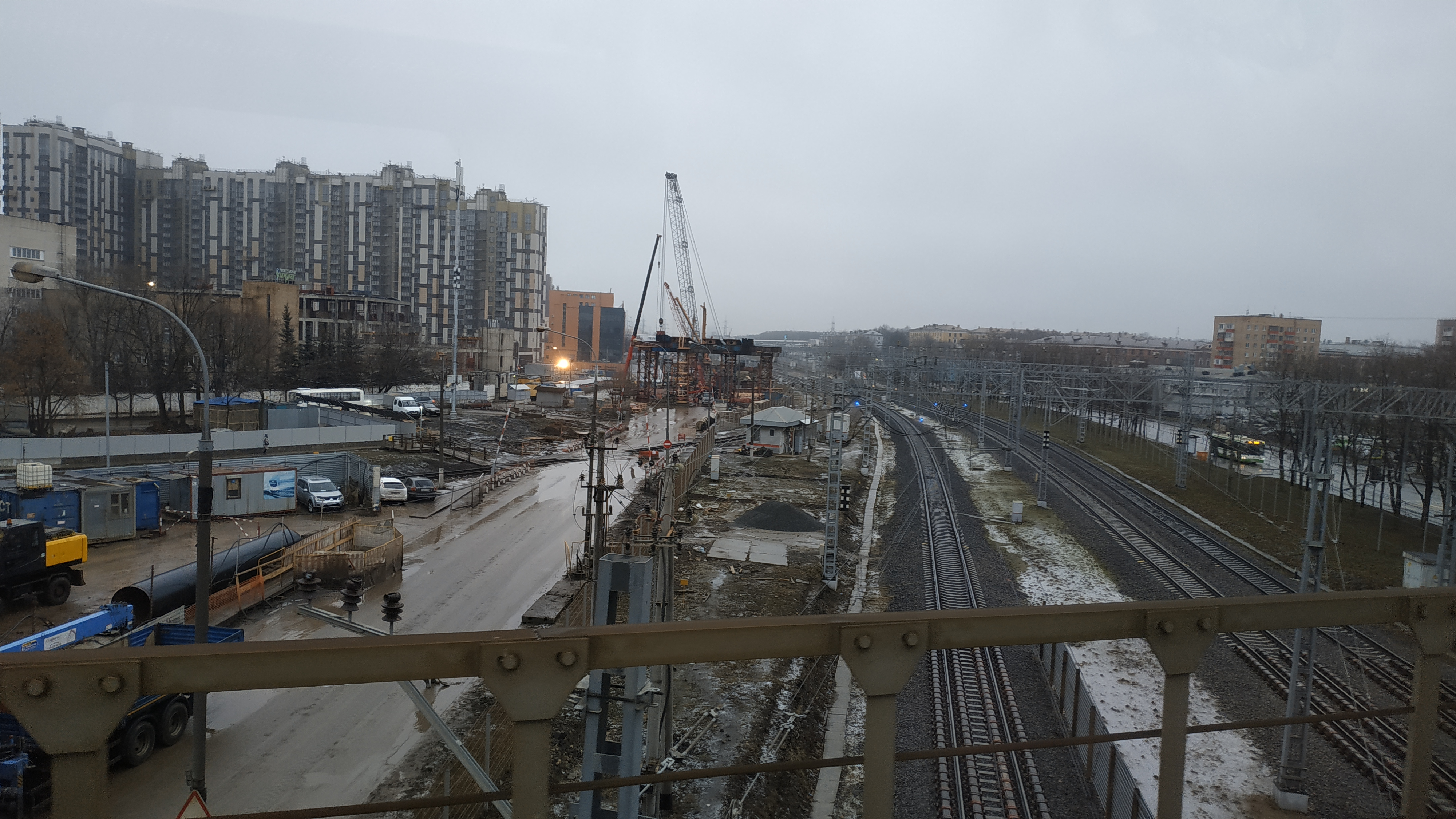
Строительство эстакады СВХ, Сигнальный проезд закрыт (2019)

На 2019 год в столице запланировано строительство нового участка Северо-Восточной хорды, в которую вольется и Сигнальный проезд. В районе дома 16 стр. 33 появится новый подземный переход.
10 сентября 2022 года открыто движение по завершающему участку хорды (Московскому скоростному диаметру). После этого часть Сигнального проезда от Алтуфьевского шоссе до Гостиничной улицы фактически перестала существовать, а часть от Гостиничной до Дмитровского шоссе работает как односторонний съезд на него по направлению из центра. (При этом, весь проезд к западу от Алтуфьевского шоссе был перекрыт ещё при строительстве данного участка хорды).

## Здания и сооружения
По нечётной стороне:
- № 17 — торговый центр «Молл Гэллери» (также известен как «Парк Хаус Сигнальный»);
- № 19Б — синагога в Отрадном (община «Даркей Шалом»);
- № 23 — колледж Московская банковская школа.

По чётной стороне:
- № 6А — торговый центр «Владыкино»
- № 14А — Товарная контора Московской окружной железной дороги

## Общественный транспорт
В конце улицы расположено электродепо «Владыкино» Московского метрополитена, обслуживающее Серпуховско-Тимирязевскую линию.

### Внеуличный транспорт

#### Станцииметро
- Владыкино
- Окружная

#### СтанцииМосковского центрального кольца
- Владыкино
- Окружная

#### Железнодорожные станции и платформы
- Окружная

### Наземный транспорт

#### Автобусы
- 238:  Окружная —  Владыкино — Сигнальный проезд —  Отрадное —  Бабушкинская — Станция Лосиноостровская
- 525:  Владыкино — Сигнальный проезд —  Алтуфьево — Улица Корнейчука

#### Электробусы
- 33: Рижский вокзал —  Алексеевская —  ВДНХ — Сигнальный проезд —  Владыкино
- 503:  Владыкино — Сигнальный проезд —  Бибирево —  Лианозово —  Алтуфьево — Улица Корнейчука
- 154:  ВДНХ —  Владыкино — Сигнальный проезд —  Окружная —  Верхние Лихоборы — Платформа Грачёвская
- 353:  Владыкино — Сигнальный проезд —  Бескудниково —  Бибирево —  Медведково — Осташковская улица
- 637:  Владыкино — Сигнальный проезд —  Отрадное —  Бескудниково —  Бибирево